# Лазарчук Дмитро Вікторович
Дмитро Вікторович Лазарчук (нар. 15 квітня 1977, Львів, УРСР) — український співак, композитор, поет, аранжувальник, музичний продюсер. Автор понад 100 пісень. Засновник і лідер таких проектів як: гурт "Каділлак", тріо "Jack and Gentlemen", дует "Lounge&Roll", імперсонатор "Elvis UA", студія "LAZAR-studio".

## Біографія

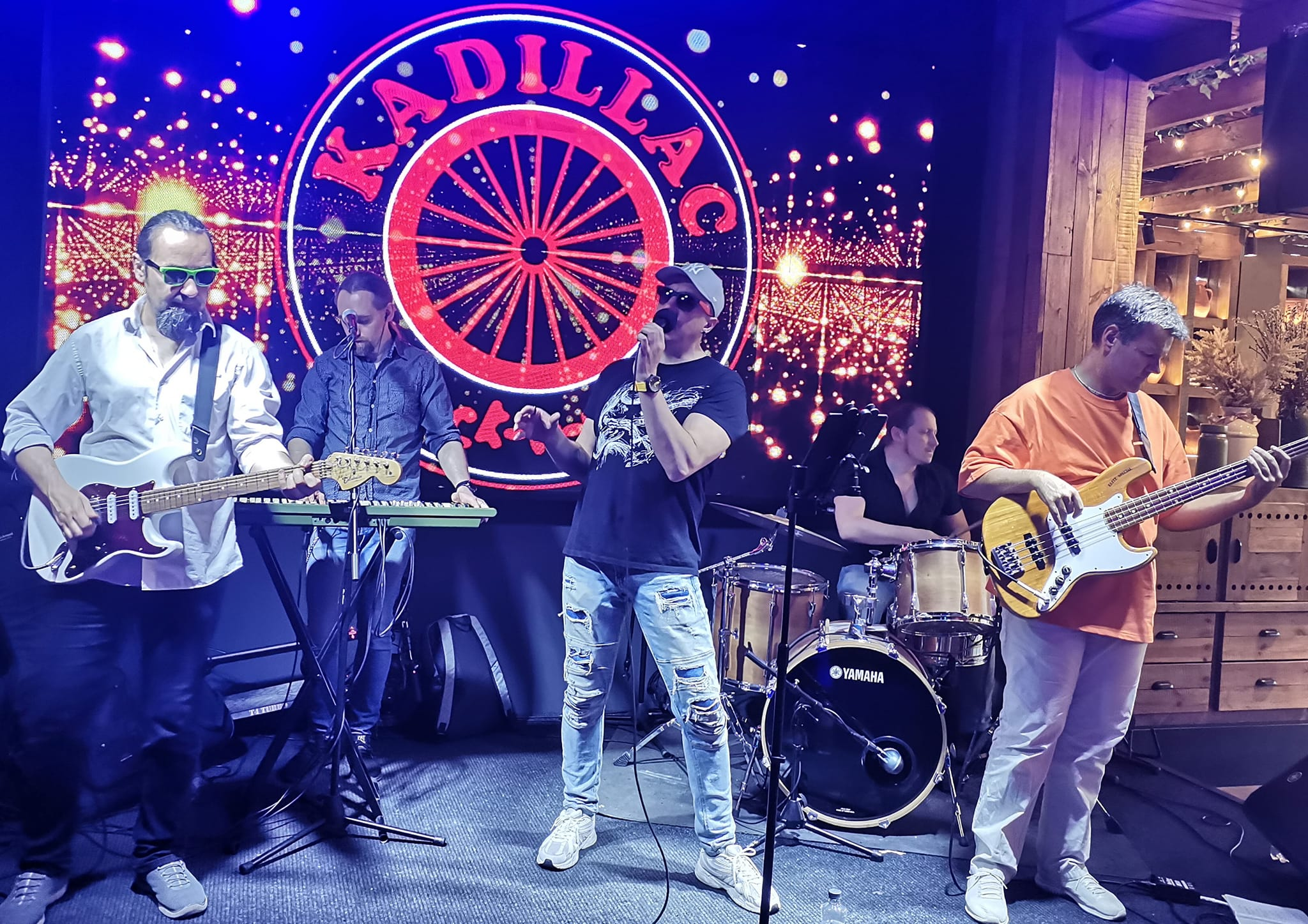

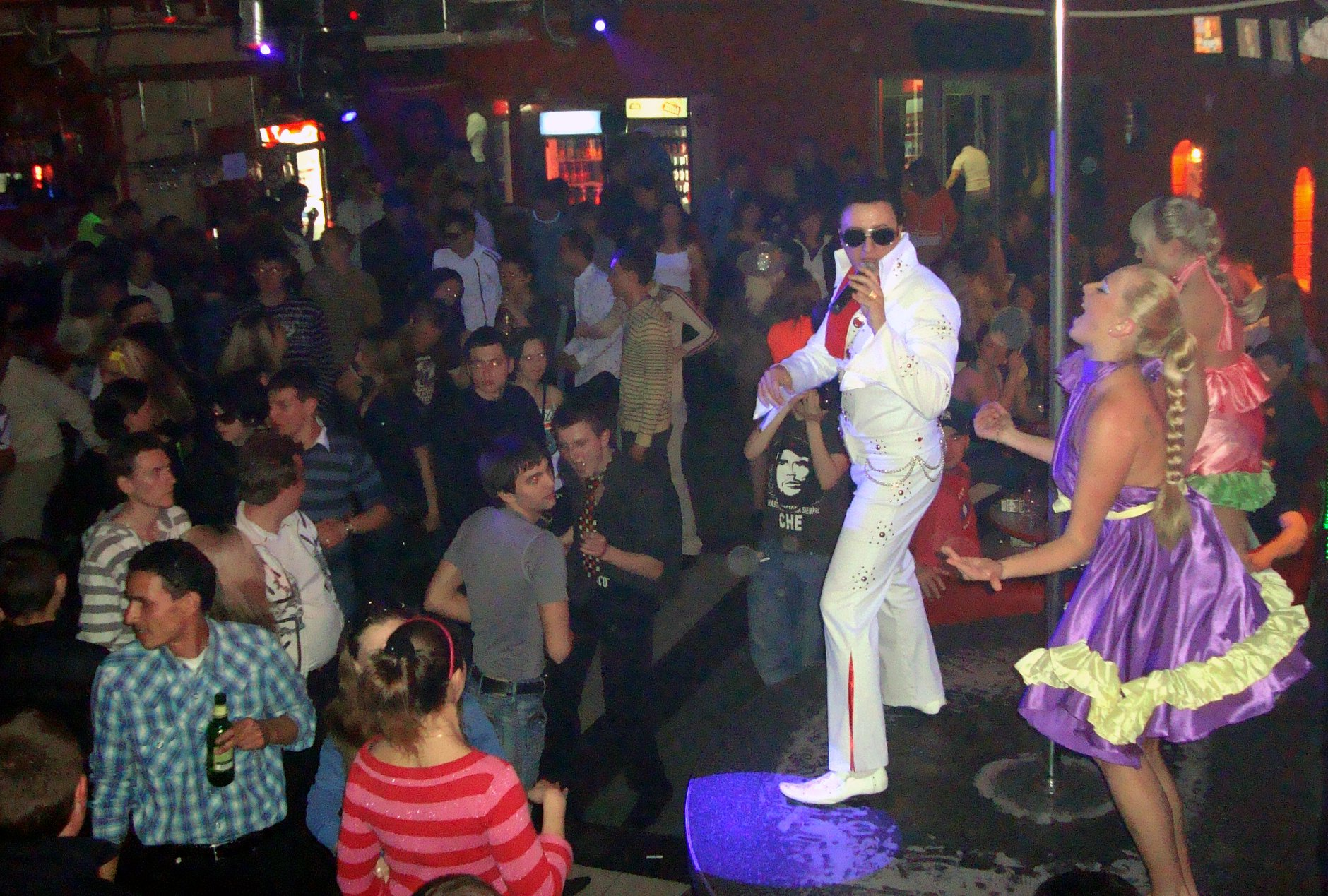

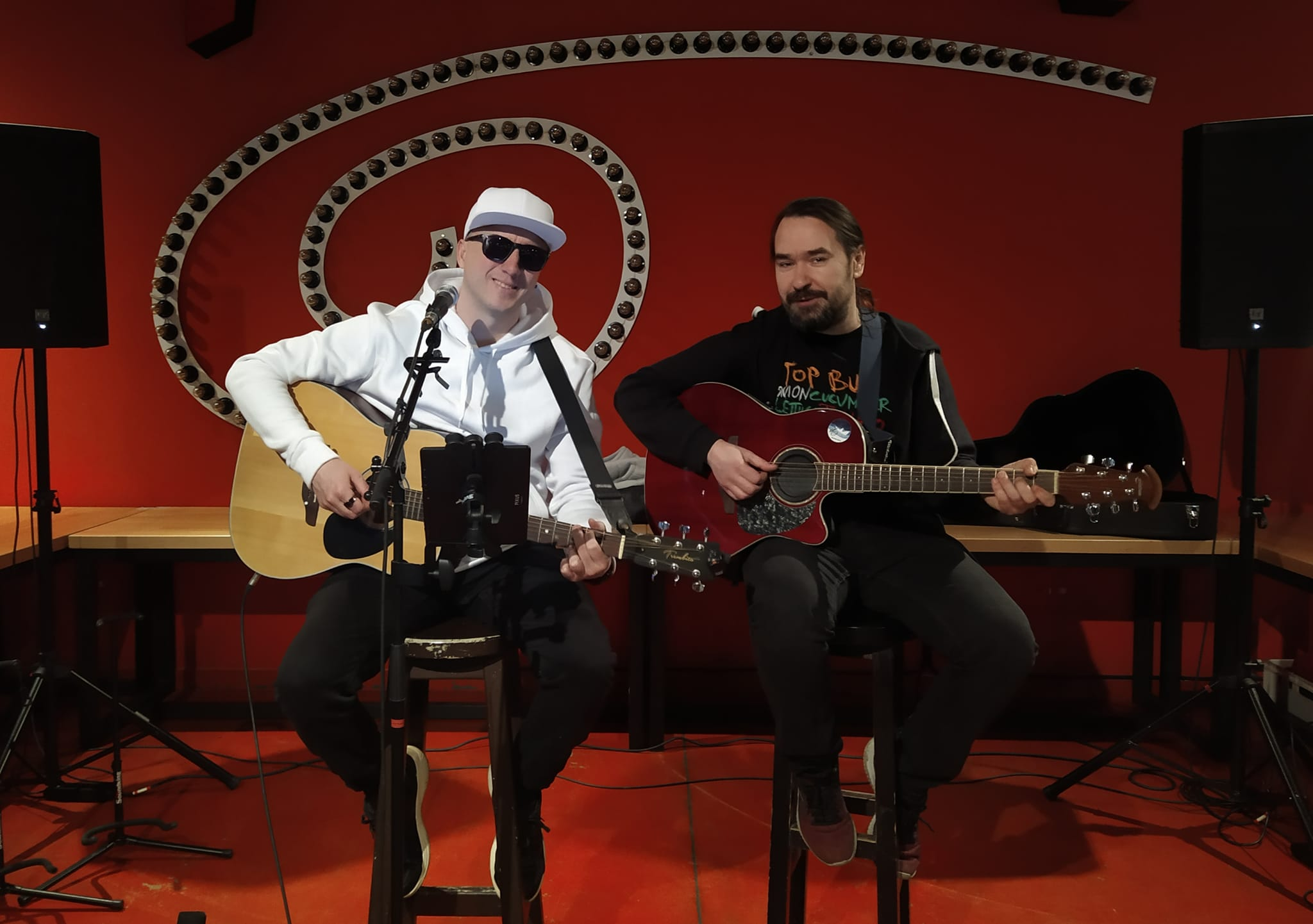

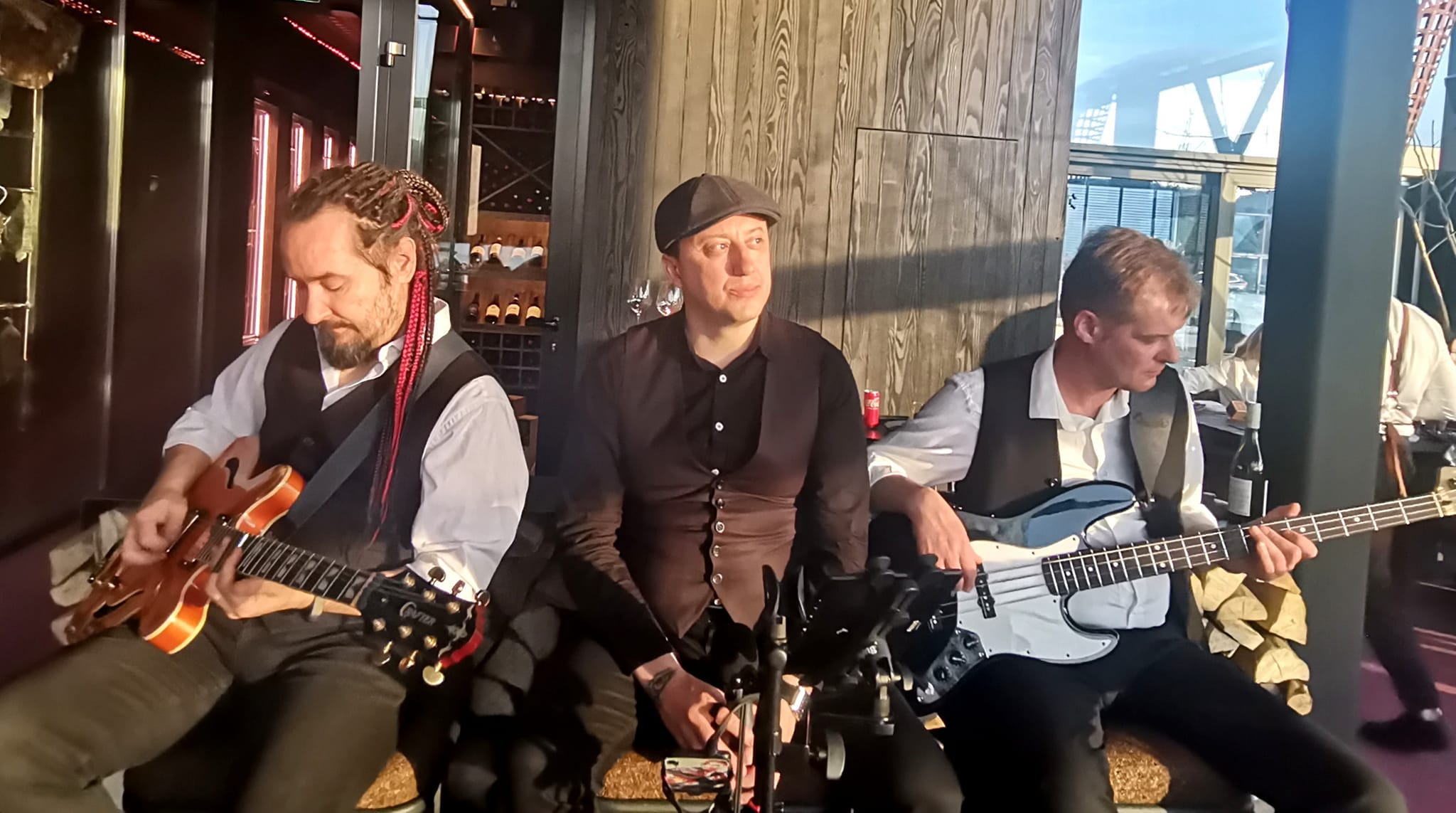

Дмитро Лазарчук народився 1977 р. у Львові в сім'ї стоматологів Віктора Лазарчука і Олени Лазарчук.
Свою професійну музичну діяльність розпочав 1996 р. з виступу в шоу "Зірки Галичини" яке відбулося в театрі ім.М. Заньковецької у Львові.
У 1997 року вийшов перший студійний альбом "Ти пишеш".
У 1998 році знято відео-кліп на пісню "Ти пишеш".
У 2000 році вийшов другий студійний альбом "Stealth".
У 2002 році вийшов третій студійний альбом "Internet".
У 2002 році за підсумками голосування серед львівських музичних журналістів був визнаний найкращим співаком року.
З 2004 до 2007 років була творча пауза під час якої працював в ресторанній сфері спочатку адміністратором ресторану а потім арт-директором.